# Líny
Líny (německy Lin) je vesnice v okrese Mladá Boleslav, je součástí obce Bukovno. Nachází se asi dva kilometry severozápadně od Bukovna.

## Historie
První písemná zmínka o vesnici pochází z roku 1370.

## Doprava
Prochází tudy železniční trať Mladá Boleslav – Mělník, na které je zřízena zastávka Líny. Vesnicí prochází silnice II/259.

## Pamětihodnosti
- Usedlost čp. 26
- Výklenková kaple ze začátku 19. století[4]
- Kříž na hranolovém stylobatu z roku 1848. Obnoven 1913.[4]
- Sousoší Jana Evangelisty, Panny Marie a Máří Magdalény na návsi proti čp. 21 z roku 1904. Dílo Al. Kuhna z Vojic. Na stylobatu reliéf Smrt sv. Štěpána. Ze soch dochována pouze prostřední socha Jana Evangelisty.[4]
- Kříž na cestě ke Krásné Vsi z roku 1904. Dílo Al. Kuhna z Vojic. Po převratu v roce 1918 byl vrcholový kříž roztříštěn.[4] Na zadní straně stylobatu je nápis: Ku cti a chvále Boží věnoval Štěpán Šťastný z Lin č. d. 24. L. P. 1904.

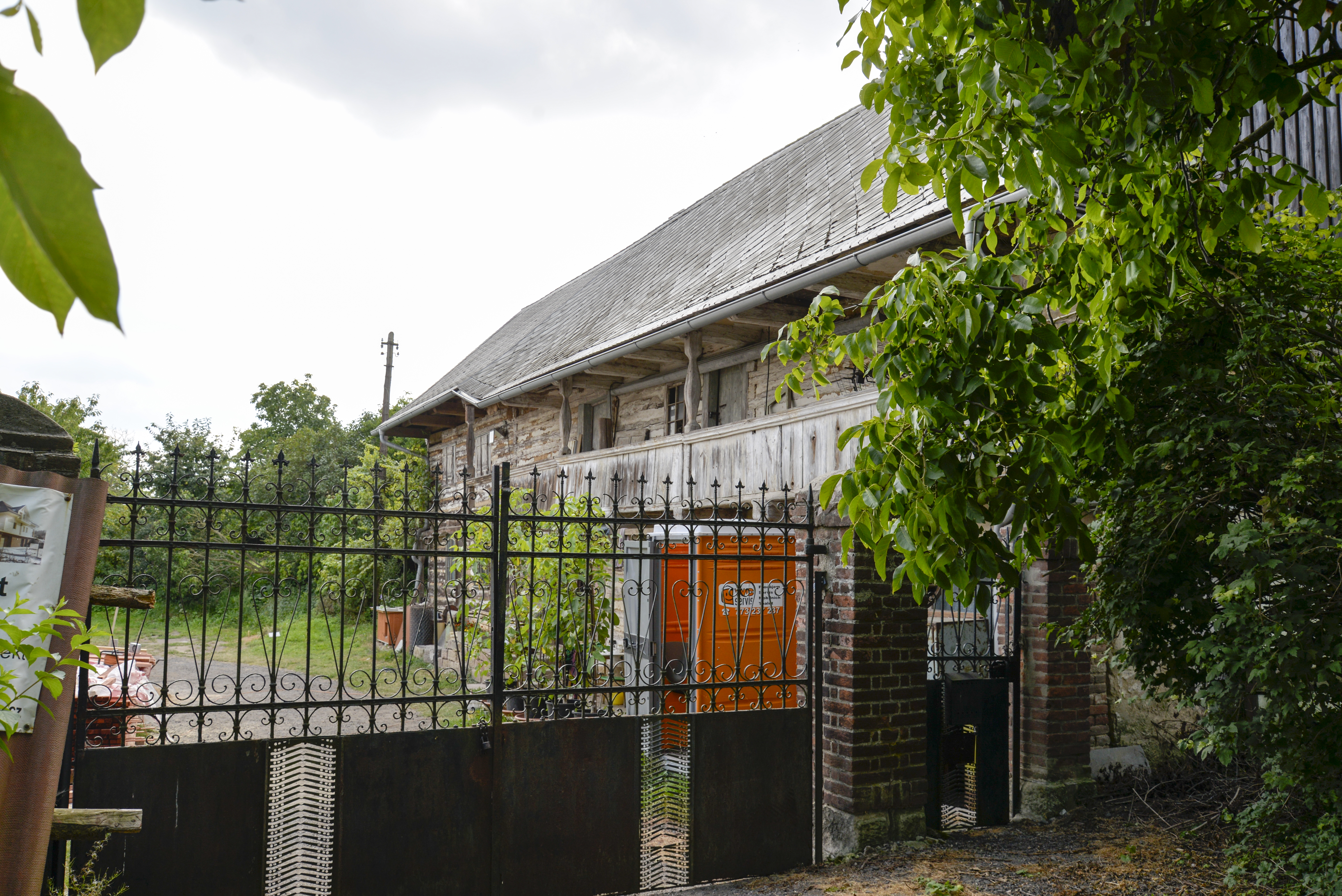
Usedlost čp. 26
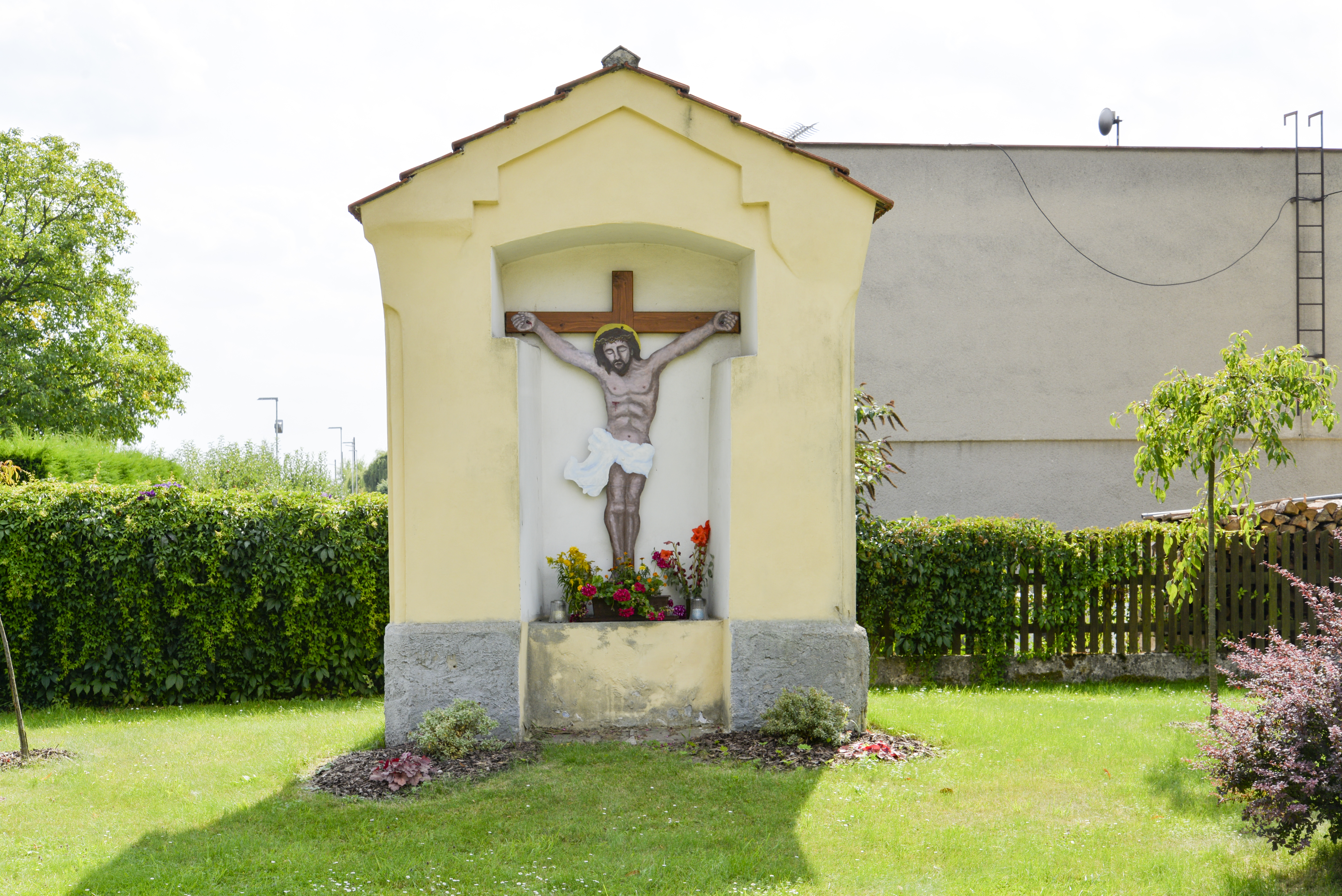
Výklenková kaple
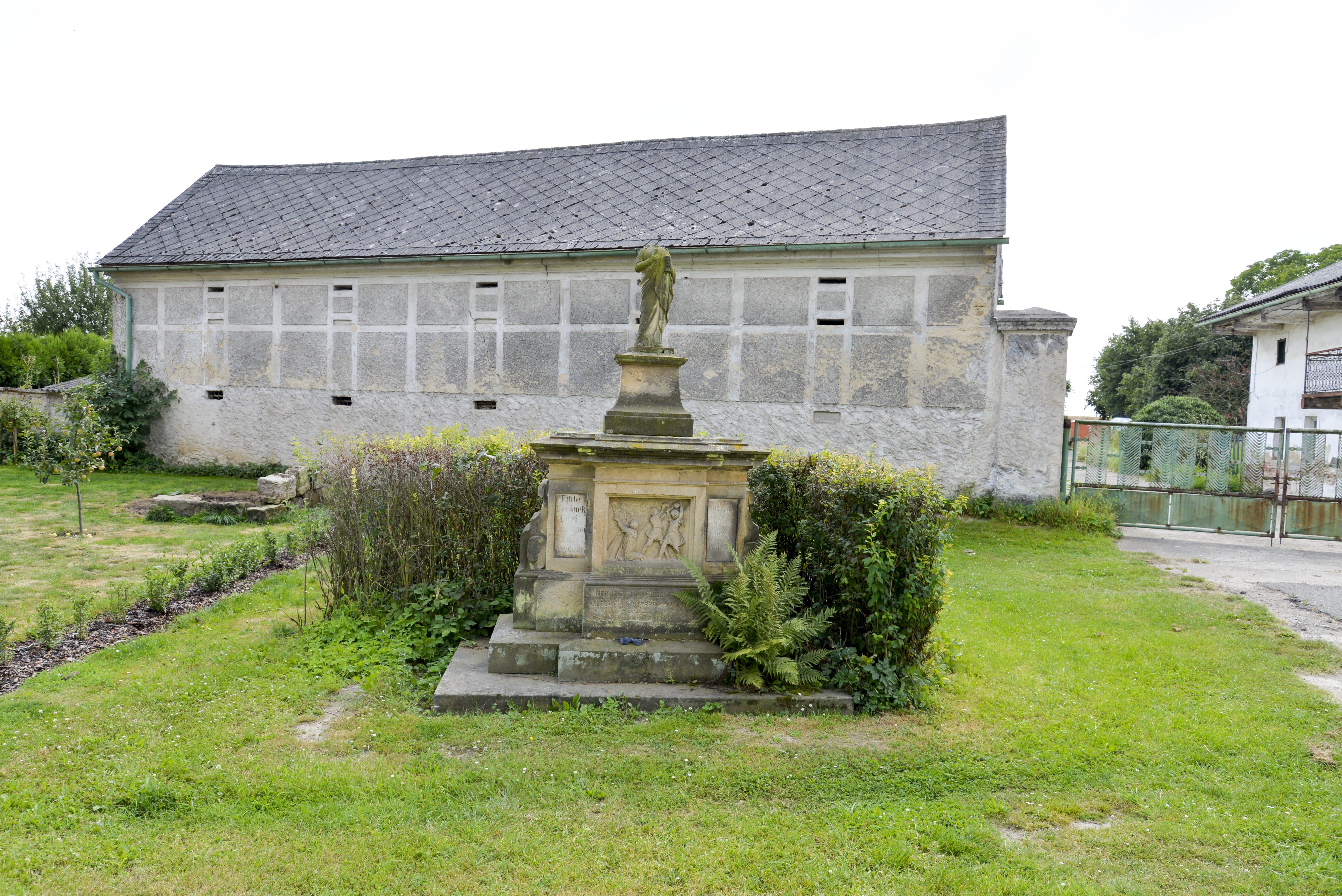
Sousoší s reliéfem sv. Štěpána
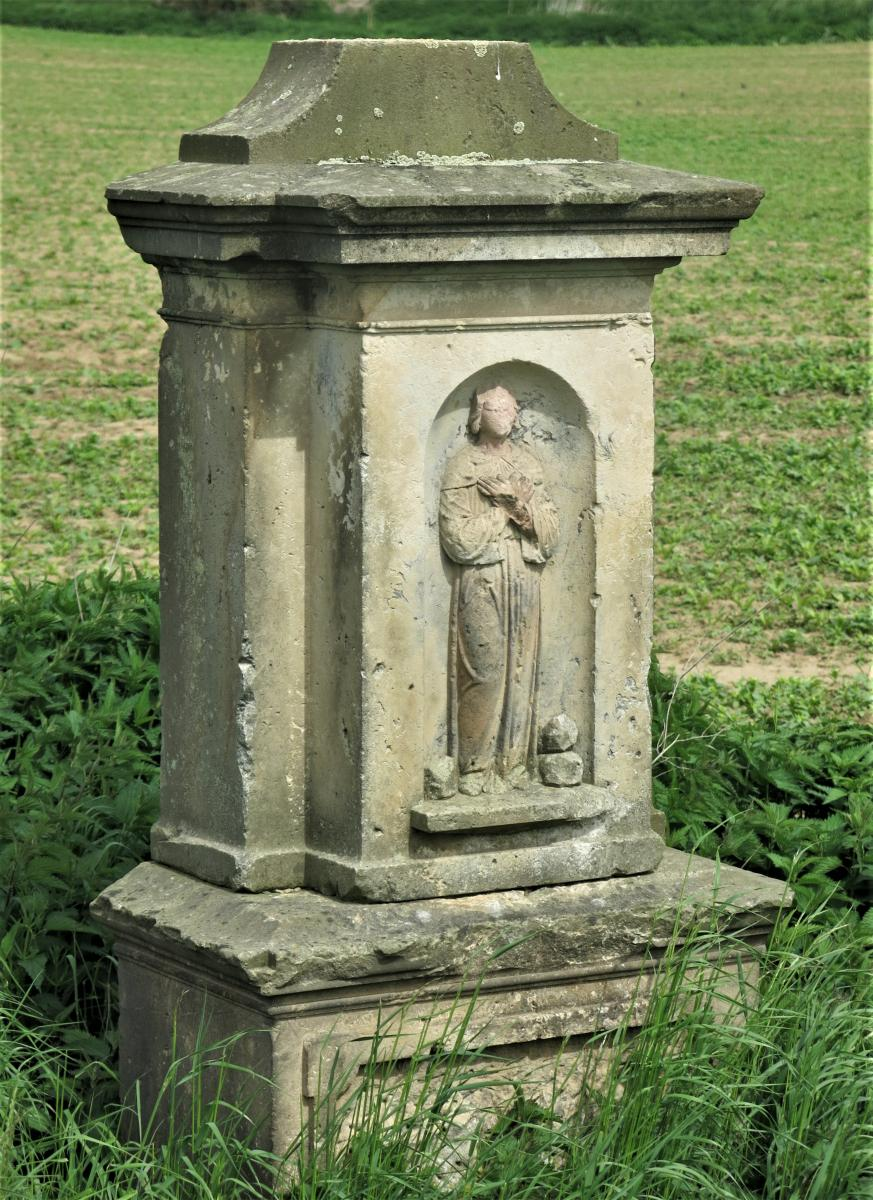
Kříž u silnice na Krásnou Ves, vrcholový kříž zničen po převratu v roce 1918
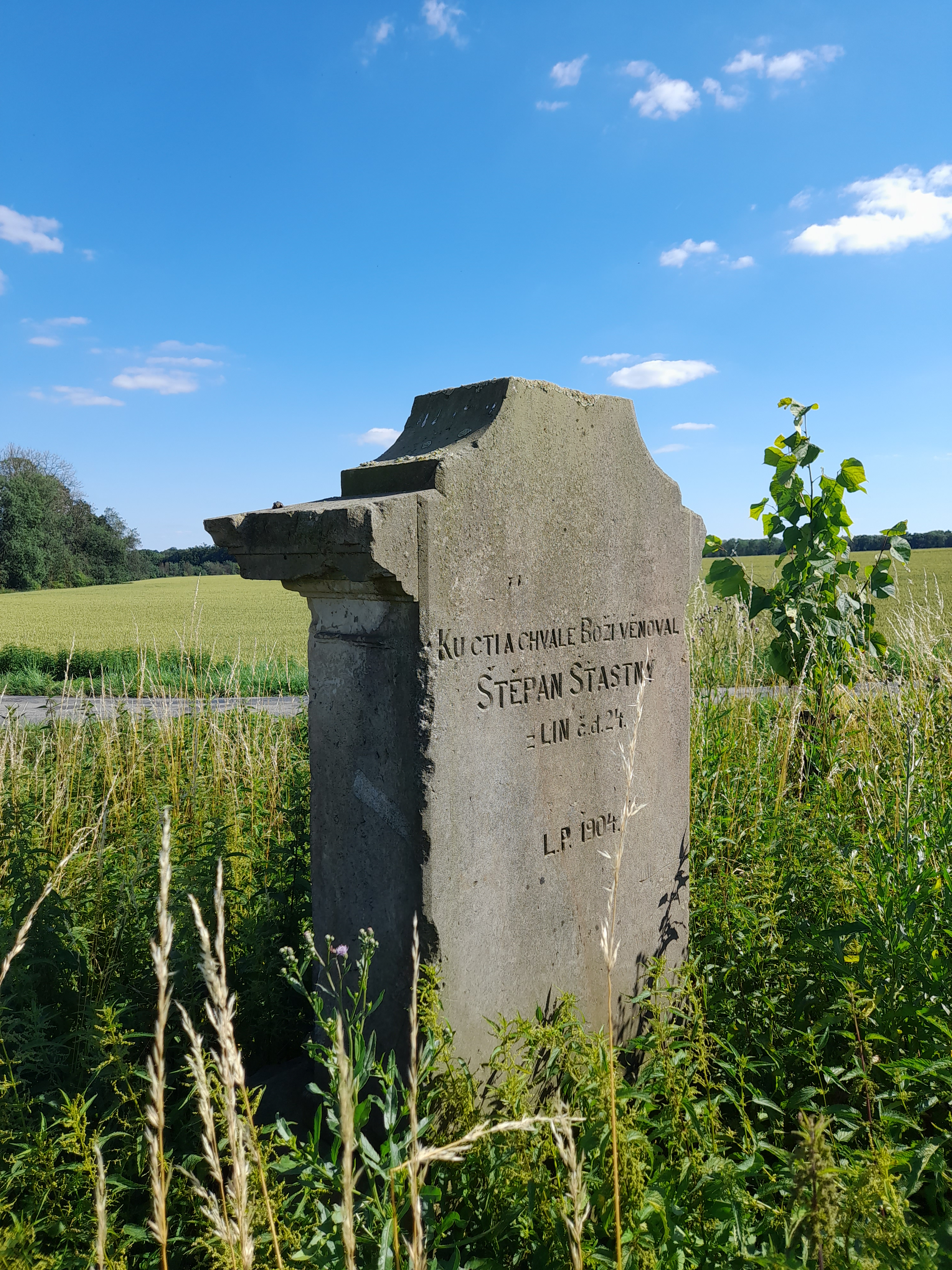
Zadní strana stylobatu torza kříže u silnice na Krásnou Ves s nápisem